# AirCars
AirCars — 3D-шутер для приставки Atari Jaguar, разработанный в 1995 году Midnight Entertainment Group и выпущенный в 1997 году ICD, Inc. ограниченным тиражом (сайт AtariAge оценивает редкость этой игры в 9 баллов по 10-балльной шкале).

## Сюжет
Действие игры происходит в постъядерном мире. Организация E.B.N.E.R.S. хочет захватить мир и разработала технологии силовых полей, телепортации, а также машин на воздушной подушке. Чтобы помешать этой организации, её оппоненты выкрали планы машин и построили одну свою, которая должна уничтожить все базы E.B.N.E.R.S. (28 известных и значительное количество неизвестных).

## Геймплей
Игрок должен уничтожать базы противника из машины на воздушной подушке. В игру могут играть до восьми игроков одновременно с использованием CatBox или два игрока с использованием JagLink.
Есть 3 уровня сложности. В игре используется вид от первого лица, дополняемый радаром, на котором машины союзников и противников обозначены разными цветами. Бой ведётся с воздушными и наземными целями.

## Звук
В игре представлен трёхмерный звук, озвучены реплики компьютера, во время введения и в промежутках между уровнями присутствует музыка.

## Восприятие
AirCars получила низкие оценки критиков. Она помещена под номером 13 в список 20 худших игр всех времён, опубликованный в журнале Electronic Gaming Monthly. Обозреватель сайта Defunct Games также отмечает крайне плохое качество рекламы данной игры.
Журналы Game Players и Electronic Gaming Monthly отметили низкое качество графики и плохое управление. Журнал Video Games & Computer Entertainment назвал игру «последним гвоздём в гроб Atari Jaguar». В числе достоинств игры большинство обозревателей назвали поддержку многопользовательского режима.